# Club Deportivo Villanueva
El Club Deportivo Villanueva era un club de fútbol de la ciudad de Villanueva de Córdoba (Córdoba) España. Fue fundado en 1951 y jugaba en el Grupo X de la Tercera División de España.

## Historia
El Club Deportivo Villanueva fue fundado en 1951. En la temporada temporada 2001-02 se proclamó campeón de la Tercera División de España. Su debut en la Copa del Rey de Fútbol se produjo al año siguiente, eliminando en primera ronda al C.F. Ciudad de Murcia y cayendo eliminado por el R.C. Recreativo de Huelva de la Primera División de España.
Debutó en la Segunda División B la temporada 2005-06, donde permaneció dos temporadas.
Debido a problemas económicos basados en el impago a jugadores, estos decidieron hacer huelga hasta que se abonen las deudas pendientes. Esto desencadenó la no asistencia de jugadores al partido contra el Jerez Industrial C.F. y contra la U.D. Los Barrios, este último el 12 de abril de 2009. La no asistencia a estos dos encuentros causó la expulsión por parte de la F.A.F. de la temporada 2008-09 de la categoría. Esto desencadenó un descenso a Primera Andaluza y la posterior disolución de la entidad.
En julio de 2009 se tomó la decisión de inscribir al C. Atlético Villanueva, nombre que hasta la fecha se le daba a los equipos de las categorías inferiores, en la 1.ª Nacional Andaluza, creando así un proyecto ilusionante para retomar la senda del éxito e intentar lograr nuevos ascensos.

## Uniforme
- Uniforme titular: Camiseta roja, pantalón azul y medias azules.
- Uniforme alternativo: Camiseta blanca, pantalón rojo y medias blancas.

## Estadio
El CD Villanueva jugaba sus partidos como local en el Municipal San Miguel,después se trasladó al Estadio Nuevo San Miguel actualmente Bartolomé Carmona "Carmonilla" inaugurado en 2007 y con capacidad para unos 4.000 espectadores. El terreno de juego es de césped artificial.

## Datos del club
- Temporadas en Primera División: 0.
- Temporadas en Segunda División: 0.
- Temporadas en Segunda División B: 2.
- Temporadas en Tercera División: 8.
- Mejor puesto en la liga: 1º (Tercera División: temporadas 2001-02, 2002-03 y 2004-05).
- Peor puesto en la liga: 20º (Tercera División, temporada 2008-09).

## Palmarés
Torneos Nacionales
- Tercera División (3): 2001-02, 2002-03 y 2004-05.

Torneos Regionales
- Copa RFEF (Fase Autonómica Andalucía Occidental y Ceuta) (2): 2004-05, 2006-07